# Horace R. Kornegay
Horace Robinson Kornegay, född 12 mars 1924 i Asheville, North Carolina, död 21 januari 2009 i Greensboro, North Carolina, var en amerikansk politiker (demokrat). Han var ledamot av USA:s representanthus 1961–1969.
Kornegay deltog i andra världskriget i USA:s armé.
Kornegay ligger begravd på Forest Lawn Cemetery i Greensboro.